# Grup de discussió
Un grup de discussió (en anglès newsgroup) és un magatzem de missatges enviats per usuaris i al qual aquests poden accedir-hi per llegir-los o enviar-ne de nous. Quan es parla de grups de notícies generalment és referit als grups pertanyents al sistema Usenet.
Tot i anomenar-se grups de notícies es tracta en realitat de grups de discussió, i de vegades se'ls anomena així.
El seu funcionament intern no té res a veure amb els fòrums de discussió disponibles a la web, però en són funcionalment molt semblants (amb la diferència que els grups de notícies donen l'aspecte d'estar centralitzats: en un mateix servidor es pot accedir a grups de tota mena).

## Jerarquies
Els grups estan organitzats jeràrquicament i el nom de cada grup està format per tots els elements de la jerarquia separats per punts. El nom, doncs, generalment indica el tema a debatre i en teoria fa més fàcil trobar grups semblants.
Se'n diu jerarquia de primer nivell a la pertanyent al prefix fins al primer punt. Per referir-se a tots als grups dintre d'una jerarquia es fa servir un asterisc després del punt, per exemple, 'rec.arts.sf.starwars i rec.arts.sf.tv.babylon5 pengen de (pertanyen) rec.arts.sf.* , i també ho fan de rec.* . Cada element d'una jerarquia és un grup en si mateix, per tant, seguint amb l'exemple, tant rec.arts com rec.arts.sf són grups, de caràcter més general que aquells que en pengen.
Donat que el sistema Usenet és el més utilitzat, les jerarquies també són les més conegudes. En aquest sistema hi ha 7 jerarquies destacades de primer nivell, conegudes com les 7 Grans:
- comp.*  – relacionats amb ordinadors.
- news.*  – relacionats amb els mateixos grups de notícies.
- sci.*  – temes científics.
- rec.*  – relacionats amb activitats de lleure (jocs, art, hobbies....).
- soc.*  – relacionats amb temes d'interès social.
- talk.*  – discussions polèmiques com política o religió.
- misc.*  – discussió variada, temes que no pertanyen a la resta de jerarquies.

Totes elles foren creades en un procés de reorganització dut a terme entre 1986 i 1987. Abans tots ells penjaven de la jerarquia net.* . En el moment de la reorganització es va aixecar certa polèmica sobre què s'hauria de permetre o no als grups amb partidaris de prohibir temes controvertits com drogues o sexe. Com a solució es va crear una vuitena jerarquia de primer nivell amb regles molt més laxes que les 7 Grans a l'hora de permetre la creació de grups.
La nova jerarquia, alt.*  no es va incloure en el grup de les grans però la seva normativa menys estricta li va permetre un creixement molt ràpid (que encara segueix) i també va suposar que determinats temes que en un moment donat i amb prou popularitat podrien optar a un grup dels 7 Grans es creessin dintre de la jerarquia alt.* .
La naturalesa anàrquica de la jerarquia alt.*  va fer que alguns fessin broma dient que ALT eren les sigles de "Anarquistes, Llunàtics i Terroristes".
El 1995 una nova jerarquia es va afegir als 7 Grans (passant a formar els 8 Grans). La nova jerarquia era humanities.*  dedicada a temes d'humanitats, com filosofia, literatura o història.
Abans de crear un nou grup dintre les jerarquies dels 8 Grans cal debatre-ho al grup news.groups i s'ha de dur a terme una votació, en la que qualsevol pot participar. La creació del grup només guanya la votació si aconsegueix almenys dos terços dels vots i hi ha com a mínim 100 vots més a favor que en contra. La creació d'un grup nou a la jerarquia alt.* no segueix normes tan estrictes però s'hauria de debatre primer al grup alt.config.

## Tipus de grups

### Grups de text i Grups binaris
Generalment es fa una distinció entre grups de text i grups binaris: els grups binaris inclouen en el seu nom l'equivalent de la paraula binaris en l'idioma predominant del grup (binaries, binarios...).
Tecnològicament són iguals però la separació permet evitar els grups binaris si fos necessari, ja que aquests necessiten una amplada de banda molt més gran que els grups de text.
Els grups binaris són aquells en què la majoria de missatges inclouen un arxiu binari (o més d'un). Sovint en els grup de text no es permet que cap missatge n'inclogui.

### Missatgeson-topicioff-topic
Tot i que com s'ha esmentat els grups estan centrats en un tema concret en alguns grups es permet enviar missatges sobre altres temes. D'aquests missatges se'n diu off-topic (fora-de-tema) mentre que dels missatges sobre el tema central del grup se'n diu on-topic (en-tema).
Com a norma d'etiqueta aquests missatges haurien d'incloure en el seu assumpte una marca; la més habitual és [OT], i sovint es demana explícitament que es faci així a les normes del grup.

### Grups moderats i Grups no moderats
Normalment els grups són no moderats; en aquest cas els missatges estan disponibles per llegir des del mateix moment en què són enviats at servidor. D'altra banda, als grups moderats un moderador (o grup de moderadors) han de donar el vistiplau a cada missatge abans que aquest aparegui als servidors i pot rebutjar-lo cas que el seu contingut no sigui apropiat.

## Transmissió d'arxius binaris
Abans de poder trametre arxius binaris es van haver de superar una sèrie d'obstacles.
Per començar, els grups de discussió van ser creats amb la idea de trametre només text, per tant es va haver de trobar una forma de transformar l'arxiu binari en text i després poder invertir el procés per poder reconstruir l'arxiu original.
Inicialment, i durant anys, es van utilitzar mètodes com Uuencode i Base64 que, en poques paraules, transformen la representació binària de l'arxiu en un text que només utilitza la primera meitat del codi ASCII (la part comuna a tot el món).
Com que els arxius binaris poden utilitzar qualsevol caràcter dels 255 possibles (8 bits) i la versió codificada està limitada a 127 (7 bits) el resultat és considerablement més gran que l'original, habitualment al voltant del 33% més gran; per reduir una mica l'augment de mida és habitual comprimir els arxius, però la compressió és poc efectiva en determinats tipus d'arxius com els de vídeo o música que ja utilitzen compressió.
Per solucionar el problema de l'augment de mida s'ha desenvolupat yEnc, que fa servir els 8 bits i l'augment de mida es limita a un 1% o 2%. Aquest mètode ha guanyat molta acceptació, tot i no ser un estàndard oficial.
D'altra banda hi havia un límit en la mida màxima d'un missatge i, per tant, no es podien trametre arxius grans, pel que van aparèixer lectors de missatges capaços de dividir els arxius i enviar-los en múltiples missatges per, a l'hora de rebre'ls, recombinar-los automàticament.